# Jean-Marie Pfaff
Jean-Marie Pfaff (* 4. Dezember 1953 in Lebbeke, Flandern, Belgien) ist ein ehemaliger belgischer Fußballtorwart, der von 1998 bis 1999 kurzzeitig auch als Fußballtrainer in Erscheinung trat.
Pfaff zählte in den 1980er Jahren zu den weltbesten Spielern auf der Torwartposition und feierte seine größten Erfolge im Vereinsfußball mit dem FC Bayern München. Von Pelé wurde er 2004 auf die Liste der besten 125 noch lebenden Fußballer gesetzt (FIFA 100).

## Karriere

### Vereine
Pfaff wuchs mit elf Geschwistern in ärmlichen Verhältnissen auf und musste schon früh zum Lebensunterhalt der Familie beitragen, begann aber auch gleichzeitig mit dem Fußball. Schnell erkannte man das Talent des Jungen als Torwart und er wechselte als Jugendspieler zum SK Beveren. Dort war Pfaff ab der Saison 1973/74 mit 20 Jahren Stammtorhüter und gewann 1978 den Vereinspokal. Pfaff war einer der besten Spieler der gesamten Liga und wurde Belgiens Fußballer des Jahres 1978. Ein Jahr später folgte der Gewinn der Meisterschaft, der erste Titel für den kleinen Verein aus Ostflandern.
Im Anschluss an die Weltmeisterschaft 1982 verließ Pfaff den SK Beveren und wechselte für die Ablösesumme von rund einer Million DM in die Bundesliga zum FC Bayern München. Gleich in seinem ersten Bundesligaspiel am 21. August 1982 (1. Spieltag) sorgte er mit einem kuriosen Eigentor für eine Anekdote, die bis heute immer wieder in diversen Rückblenden zu sehen ist: Gegen Werder Bremen lenkte er einen Einwurf des Bremer Stürmers Uwe Reinders ins eigene Tor. Ohne Pfaffs Ballberührung hätte das Tor nicht gegolten, weil mit einem Einwurf nicht direkt ein Tor erzielt werden kann. Trotz dieses Fehlstarts erlebte Pfaff erfolgreiche Jahre in München und mit starken Leistungen zählte er bald zu den besten Torhütern der Bundesliga. Bei den Bayern sah man Pfaff als würdigen Nachfolger der Bayern-Legende Sepp Maier, der seine Karriere 1979 hatte beenden müssen. Auch die Erfolge gaben ihm recht, da er in der Mannschaft um Lothar Matthäus, Klaus Augenthaler, Andreas Brehme und Dieter Hoeneß Titel an Titel reihte. In der Saison 1984/85 war Pfaff nach einer Verletzung zeitweise nur zweite Wahl hinter Raimond Aumann. Erst als sich Aumann seinerseits verletzte, fand Pfaff wieder den Weg ins Tor. 1987 stieß er mit München sogar ins Finale des Europapokals der Landesmeister vor, in dem man jedoch dem FC Porto mit 1:2 unterlag.
Nach sechs Jahren und 215 Pflichtspielen, davon 156 in der Bundesliga, für die Bayern kehrte er im Sommer 1988 nach Belgien zurück und schloss sich Lierse SK an, wo er noch eine Saison verbrachte, die jedoch von Verletzungen gekennzeichnet war. Der inzwischen 35-Jährige absolvierte lediglich 23 Partien. Seine letzte Karrierestation war Trabzonspor in der Türkei, jedoch bestritt Pfaff nur 22 Saisonspiele und beendete im Sommer 1990 seine Laufbahn.

### Nationalmannschaft
Bereits 1974 stand Pfaff als 21-Jähriger erstmals im Aufgebot der A-Nationalmannschaft seines Landes. Seine Premiere im Tor des Teams absolvierte er jedoch erst zwei Jahre später im EM-Viertelfinale 1976 gegen die Niederlande. Da der bisherige Stammtorwart Christian Piot seine Karriere verletzungsbedingt beenden musste, avancierte Pfaff zur unumstrittenen Nummer 1 der „Roten Teufel“.
Sein internationaler Stern ging bei der Europameisterschaft 1980 in Italien auf. Pfaff spielte sein erstes großes internationales Turnier und Belgien belegte überraschend den ersten Platz in der Vorrunde. Spanien wurde mit 2:1 besiegt, gegen England (1:1) und Italien (0:0) gelangen Unentschieden. Im Finale unterlag man aber Deutschland 2:1; Horst Hrubesch traf dabei doppelt. Dieser Überraschungserfolg sollte der Auftakt einer starken Phase der Belgier sein, die wohl die erfolgreichste Zeit ihrer Nationalmannschaft erlebten. Trainer Guy Thys formte eine starke Mannschaft um Pfaff, Eric Gerets, Jan Ceulemans und Erwin Vandenbergh.
1982 nahm Belgien erstmals seit 1970 wieder an einer Weltmeisterschaft teil. In Spanien überraschten die Belgier, als sie im Eröffnungsspiel Titelverteidiger Argentinien mit 1:0 bezwangen und nach einem Sieg über El Salvador und einem Unentschieden gegen Ungarn Gruppensieger wurden. Pfaff verletzte sich und konnte danach kein Spiel bei der WM mehr bestreiten; Belgien verlor in der Zwischenrunde gegen Polen und die Sowjetunion und musste die Heimreise antreten. Dennoch hatte sich Belgien nach der Europameisterschaft 1980 und der Weltmeisterschaft 1982 auf der großen Fußballbühne zurückgemeldet.
Bei der Weltmeisterschaft 1986 sollte der große Wurf folgen; Pfaff zählte zu den stärksten Torleuten des Turniers. Nach einer durchwachsenen Vorrunde wurde die Sowjetunion in einer dramatischen Partie mit 4:3 besiegt, wobei Pfaff seine Vorderleute immer wieder angetrieben hatte. Im Viertelfinale gegen Spanien lieferte er eine Weltklasse-Partie ab und brachte die spanischen Stürmer mit seinen Paraden zur Verzweiflung; Belgien gewann im Elfmeterschießen mit 5:4. Doch im Halbfinale, welches mit 0:2 verloren ging, erwies sich Argentinien um Superstar Diego Maradona als eine Nummer zu groß. Im Spiel um Platz drei siegte Frankreich mit 4:2, doch der vierte Platz für Belgien war bis dahin der größte Erfolg in der Fußballgeschichte des Landes.
Ein Jahr später beendete Pfaff seine Karriere im Nationalteam nach 64 Länderspielen, wobei er von 1974 bis 1987 insgesamt 84 Mal im Nationalkader stand.

## Sonstiges
Bereits sein Vater Jean-Baptist war in den 1960ern im belgischen Fußball aktiv, brachte es aber nur auf wenige Einsätze in der höchsten belgischen Liga. Auch Jean-Maries Brüder Antonius „Toon“ und Danny waren einst im belgischen Profifußball aktiv.
1987 hatte Pfaff eine Gastrolle im Film Zärtliche Chaoten neben Thomas Gottschalk, Michael Winslow, Helmut Fischer und Pierre Brice. Außerdem nahm Pfaff eine in Deutschland weitgehend unbekannte Platte auf, auf der er „Ich war ein Belgier und jetzt bin ich ein Bayer“ sang. Diese Single bekam aber laut Pfaffs Aussage in Belgien Gold-Status. Die dazugehörige Goldene Schallplatte spendete er während einer Audienz bei Papst Johannes Paul II., die er auch in Lederhosen absolviert haben soll. Laut eigener Aussage geschah diese Übergabe, weil bei einem von ihm nicht verschuldeten Autounfall eine Nonne zu Tode kam.
Nach seiner aktiven Karriere arbeitete er als PR-Manager im Sportbereich, u. a. war er für den Beerschot AC tätig.
Ab 2003 zeigte der belgische Fernsehsender VTM eine Doku-Soap mit 267 Folgen („De Pfaffs“), in welcher Pfaff und seine Familie wöchentlich in einer 40-Minuten-Episode zu sehen waren.
In Deutschland war Jean-Marie Pfaff als Mitglied des BFC Dynamo kurzzeitig wieder fußballerisch-unterstützend aktiv. Er förderte beim damaligen Berliner Oberligisten vornehmlich den Aufbau eines Jugendleistungszentrums, das auch seinen Namen tragen sollte. Nach gut einem Jahr kündigte er im August 2006 diesen Vertrag.
In Brasschaat bei Antwerpen hat Pfaff sich ein Haus im Ranchstil bauen lassen, wo er mit seiner großen Familie wohnt.
Pfaffs Autobiografie Mein Leben – Vom Straßenfußballer zum Welttorhüter erschien Ende 2021.

## Erfolge
- Vierter der Weltmeisterschaft 1986
- Zweiter der Europameisterschaft 1980
- Belgischer Pokal-Sieger 1978
- Belgischer Meister 1979
- Finalist Europapokal der Landesmeister 1987
- Deutscher Meister 1985, 1986, 1987
- DFB-Pokal-Sieger 1984, 1986
- DFB-Supercup-Sieger 1983, 1987

## Auszeichnungen
- Belgiens Fußballer des Jahres 1978
- IFFHS-Welttorhüter des Jahres 1987
- FIFA 100
- Golden Foot Legenden Auszeichnung 2014
- Einstufung als Weltklasse in der Rangliste des deutschen Fußballs: Sommer 1983, Winter 1983/84, Sommer 1986
- Kicker-Torhüter des Jahres: 1983